# Гевгелийско благотворително братство
Гевгелийското благотворително братство е патриотична и благотворителна обществена организация на македонски българи от района на Гевгели, съществувала в българската столица София след Първата световна война.

## История
Братството е създадено по инициатива на Димитър Динев, който е и негов пръв председател.
На 22 декември 1918 година се провежда Вторият събор на Съюза на македонските емигрантски организации, на който присъстват и делегатите от Гевгелийското братство Никола Ников и д-р Христо Иванов. На обединителния конгрес на СМЕО и МФРО от януари 1923 година делегати от братството са Благой Томев, Васил Шалдев, Владо Икономов, М. Янчев и Михаил Попкочев.
На 1 февруари 1925 година е избрано настоятелство в състав Димитър Г. Динев (председател), Антон Янев (подпредседател), Христо Георгиев (секретар), Димитър Чонев (касиер) и Мито Джузданов (член съветник). На 28 февруари 1926 година е избрано ново настоятелство в състав Димо Икономов (председател), Аким Христов (подпредседател), Григор Иванов (секретар), Димитър Данаилов (касиер), а Димитър Г. Димов, Мито Гогов и Георги Богданцалиев са съветници.
На общо събрание от 18 септември 1927 година участват 180 от 250 редовни члена. На 17 януари 1928 година с писмо братството оведомява МВР за изменения в устава и ръководството на братството. В настоятелството му влизат Димитър Динев (председател), Христо Москов (подпредседател), Христо Георгиев (секретар), Димитър Чонев (касиер) и съветници Иван Пехливанчев, Димитър Трайков и Димитър Ф. Рунтов.
През 1930 година братството наброява около 350 членове.
В началото на 30-те години настъпва разцепление в братството, а след Деветнадесетомайския преврат от 1934 година Димитър Икономов, Христо Москов, Димитър Зафиров и Тома Анастасов в присъствието на полиция избират свое настоятелство с председател Александър Янков.
На 2 септември 1934 година Охридското, Крушевското, Гевгелийското, Ениджевардарското и Малашевско-Паланечкото дружества организират конференция, подкрепена от новата власт, на която избират Временен македонски национален комитет на братствата. В 1936 година в ръководството влизат Христо Димитров Иванов, Георги Томов Баялцалиев, Васил Юрданов Дервишев, Христо Танушев Гинев, Велчо Делев Гелибашев, Йосиф Михайлов Йосифов, Петър Димитров Денев, Димитър Стоянов Алексиев, Вангел Лазаров Гогов и Васил Илиев Поцев. През 1938 година в настоятелството са Христо Димитров Иванов (председател), Георги Баялцалиев (подпредседател), Михаил Попкочев Попдимитров (секретар), Яким Христов Николов (съветник), Васил Поцев Стоянов (съветник), Димитър Стоянов Алексиев (съветник) и Вангел Лазаров Гогов (съветник). В проверителния съвет са Димитър Георгиев Чонев (председател) и Мицо Георгиев Гудев (член).
След 1927 година член на братството е Ангел Динев, като близки идейно до неговите позиции са списание „Роден край“ и вестник „Македонски вести“. Негов приближен е Кирил Манасиев.
Председател на дружеството в 1941 година е Михаил Попкочев.
Закрито е на 15 февруари 1952 година с протокол на Софийския околийски съд. Архивът на братството се съхранява в Държавна агенция „Архиви“ (ДА – София, ф. 1437к).